# N706ie
FOMA N706ie（フォーマ・エヌ なな まる ろく アイ イー）は、日本電気 (NEC) によって開発された、NTTドコモの第三世代携帯電話 (FOMA) 端末である。
706iシリーズでは、「拡大もじ」などに対応しつつ、らくらくホンのような機能の絞込みがないie系がラインナップされているが、当機種はそのうちの一つである。
706iシリーズの中でも使いやすさや見やすさを追求したモデルとなっており、型番末尾に付与されている「e」の文字は、「easy(容易な、優しい、簡単)」「enjoy(楽しむ、楽しい)」を示す。

## 概要
メニューの全領域が拡大文字に対応。さらに、ピクト表示・機能メニュー・ソフトキーも拡大表示される。また、メニュー階層も1階層ずつ表示画面内に収まるように配慮されている。また、サブ画面も1.6インチと大きく、時計表示なども大きな文字で表示される。また、メインカメラのズーム機能を利用した「ケータイルーペ」を搭載しており、時刻表や新聞などの細かい文字を読む時にルーペ代わりに使用できる。
本体マイクで騒音を測定し、受話音量レベルの調整と音声ホルマントの強調を自動で行う「ハイパークリアボイス」を搭載しており、騒音の変化にも対応し、聞き取りやすくした。また「ワンタッチオープン」を搭載しており、着信時に通話を開始したり、メールや不在着信があった時にはメール内容や相手先の情報を確認することができる（あらかじめ設定が必要）。また、N705iの約2倍大きなキーサイズ、でかバイブ（強力なバイブレーション）、直デン（すばやく通話・メールをすることができる機能で、最大10件まで登録可能）など使いやすさに配慮された機能を搭載する。
また、省電力設計とスタミナバッテリーにより、連続待受時間約700時間、連続通話時間約250分、ワンセグ視聴時間約5時間といずれも、FOMA最長クラスの性能を誇る。
1. ↑  サブ画面常時表示ON時（お客様購入時）：約520時間
2. ↑  ハイパークリアボイスON時（お客様購入時）：約240分
3. ↑  ECOモード設定時：約6時間40分
4. ↑  2008年6月現在、ドコモのFOMAシリーズにおいて

| 主な対応サービス           | 主な対応サービス                    | 主な対応サービス           | 主な対応サービス                                     |
| -------------------------- | ----------------------------------- | -------------------------- | ---------------------------------------------------- |
| DCMX／おサイフケータイ     | うた・ホーダイ                      | 着うたフル／着うた         | デジタルオーディオプレーヤー(WMA)(AAC)(SDオーディオ) |
| 直感ゲーム／メガiアプリ    | Music&Videoチャネル／ビデオクリップ | 3Gローミング（WORLD WING） | プッシュトーク                                       |
| FOMAハイスピード           | GPS／ケータイお探し                 | デコメール／デコメ絵文字   | iチャネル                                            |
| 着もじ                     | テレビ電話／キャラ電                | 電話帳お預かりサービス     | フルブラウザ                                         |
| おまかせロック／バイオ認証 | 外部メモリーへiモードコンテンツ移行 | トルカ                     | iC通信／iCお引越しサービス                           |
| きせかえツール／マチキャラ | バーコードリーダ／名刺リーダ        | 2in1※                      | エリアメール                                         |

※BモードのメールはWebメールとなる。

### プリインストールiアプリ
- 絶対視覚
- デコメをつくろう
- 地図アプリ
- Gガイド番組表リモコン
- iD設定アプリ
- DCMXクレジットアプリ
- iアプリバンキング
- 楽オク出品アプリ2
- FOMA通信環境確認アプリ

### ワンセグ機能
- クイックインフォ

## 歴史
- 2008年X月X日 - 技術基準適合証明 (TELEC) 通過
- 2008年5月27日 - F906i・F706i・N906i・N906iμ・N906iL・N706i・N706ie・P906i・P706ie・P706iμ・SH906i・SH906iTV・SH706i・SH706ie・SH706iw・SO906i・SO706i・L706ie・NM706iの開発が発表。
- 2008年5月30日 - 電気通信端末機器審査協会 (JATE)通過
- 2008年8月15日 - 発売開始